# Ignazio Marabitti
Ignazio Marabitti, né le 6 janvier 1719 à Palerme, mort le 9 janvier 1797 à Palerme, est un sculpteur baroque italien, actif en Sicile.
Élève à Rome de Filippo della Valle, directeur de l'Accademia di San Luca, il revient en Sicile.
Il ouvre un atelier à Palerme, Piazza San Onofrio. 
Il réalise les statues de saint Pierre et de saint Paul de la façade de la cathédrale de Syracuse et de nombreuses statues et hauts-reliefs à Palerme, dont la fontaine du Génie de Villa Giulia (en).  
Il est considéré comme l'un des principaux sculpteurs siciliens et le dernier chef d'atelier important à Palerme. 